# Ledényi Attila
Ledényi Attila (Budapest, 1966. május 27. –) Pro Turismo-díjas magyar művészeti és kommunikációs szakember, műgyűjtő és művészeti mecénás, az Art Market Budapest  nemzetközi képzőművészeti vásár és az EDGE Communications  művészeti menedzsment ügynökség alapítója és igazgatója.
A közgazdasági és kommunikációs diplomákkal rendelkező szakember tevékenysége elsősorban a művészeti és gazdasági élet közötti kapcsolatok kiépítésére, a kortárs alkotóművészet népszerűsítésére, Magyarország művészeti-kulturális értékeinek nemzetközi bemutatására irányul; ennek során számos jelentős kulturális és művészeti program, kiállítások, fesztiválok és más események létrehozójaként és fő szervezőjeként vált ismertté.
Az Art Market Budapest  nemzetközi kortárs képzőművészeti vásárt, Közép- és Kelet-Európa legnagyobb ilyen jellegű eseményét 2011-ben alapította.
Tevékenységét a Műértő művészeti magazin a művészeti élet legfontosabb személyiségeit rangsoroló ’Power 50'  (illetve ’Power 25’ ) listáján annak alapítása óta minden évben elismerte.

## Tanulmányok[9]
- 1993 – 1994 – Közgazdász, Public Relations szakirány / Külkereskedelmi Főiskola, Budapest
- 1992 – Visiting Fellow, „European Institutions” / EuroSchool, Deinze & Brussels, Belgium
- 1990 – Intern, „Congressional Internship” / National Forum Foundation, Washington DC, USA
- 1990 – Visiting Fellow, „Democracy and Market Economy” / Universite d’Ete, Metropol, Metz, France
- 1985 – 1988 – Közgazdász, Kereskedelmi Szak / Kereskedelmi és Vendéglátóipari Főiskola, Budapest

## Munkahelyek[9]
- 1996 – Ügyvezető igazgató, EDGE Communications[10]
- 1995 – 1996 – Vezető tanácsadó, CEC Government Relations
- 1995 – 1997 – Szerkesztő, tanácsadó, PR Herald magazin
- 1994 – 1995 – Ügyvezető igazgató, EuroContract PR